# Miles Away
"Miles Away" je treći singl američke pjevačice Madonne s njenog jedanaestog studijskog albuma Hard Candy. Prvo je pušten kao promotivni singl u Japanu u lipnju 2008., a službeno je pušten kao zadnji singl s albuma 17. listopada 2008. od strane Warner Bros. Recordsa. Pjesmu su napisali Madonna, Justin Timberlake i Timbaland a riječ je o melankoličnoj baladi prožetoj zvukovima gitare. Govori o vezama na daljinu, a inspiraciju je Madonna pronašla u vezi s tadašnjim suprugom Guyem Ritchiem. Pjesma je sljedeće godine uključena na kompilaciju najvećih hitova Celebration.
"Miles Away" je primila pozitivne komentare od strane kritičara, te su je često uspoređivali s pjesmom Justina Timberlakea iz 2006. "What Goes Around.../...Comes Around". Singl je ušao u Top 40 u većini zemalja, uključujući i UK, Kanadu, Belgiju i Nizozemsku. Ali nije uspjela ući na američku Hot 100 ljestvicu, dok je na Hot Dance Airplay bila sedmi uzastopni broj 1 što je više od i jednog drugog izvođača. Madonna je pjesmu izvela na Sticky & Sweet Tour za vrijeme gypsy segmenta.

## Inspiracija
Pjesma "Miles Away" je prva napisana od svih pjesama s albuma. Madonna je izjavila da ju je za tu pjesmu inspirirao njezin suprug Guy Ritchie te je dodala: 
"Ponekad shvatite da se mnogo ljudi mora nositi s vezama na daljinu. A to nije lagano. Morate se jako tuditi da bi uspjelo."
Kada su Madonnu upitali je li ova pjesma autobiografska, odgovorila je:
"Vjerojatno je većina pjesama s 'Hard Candy' autobiografska. Ali većinom nesvjesno napisano. Kada pišem glazbu ne mislim ljudima pričati priče. To jednostavno dođe samo. I mnogo puta nakon šest ili osam mjeseci pomislim "O tome sam napisala pjesmu". Kada otpjevam pjesmu ljudima oni sebi misle "Mogu se poistovjetiti s pjesmom". Ovom pjesmom pokušavam ući kod ljudi s intimnim problemima.
U razgovoru za australski The Daily Telegraph Madonna se opet osvrnula na inspiraciju za pjesmu. Tu je izjavila:
Ovo je pjesma s kojom se većina ljudi koja radi može poistovjetiti. Ako vam je opis posla putovanje, a i osoba s kojom ste u vezi također putuje, osjetite razdvojenost i to može biti vrlo frustrirajuće, [...] ja sam Amerikanka a on [Guy Ritchie] je Britanac, i ja moram često otputovati u Ameriku [...] posebice na početku veze to može biti vrlo frustrirajuće. Također mislim da je ljudima lakše nešto reći s veće udaljenosti, barem je sigurnije."

## Uspjeh pjesme
U Sjedinjenim Državama je "Miles Away" dospjela na 2. mjesto Billboardove Hot Dance Club Play ljestvice. Ovo je bila i deveta Madonnina pjesma na vrhu Hot Single Sales, te je bila sedma uzastopna Madonnina pjesma na vrhu Hot Dance Airplay ljestvice što je Madonnu učinilo umjetnikom s najviše brojeva 1 na toj ljestvici. Na Pop 100 ljestvici je dospjela na 99. mjesto i zatim sljedeći tjedan ispala s liste. Ovo je bio prvi Madonnin singl još od "Burning Up" (1983.) koji nije uspio ući na Hot 100 i Bubbling Under Hot 100 Singles ljestvice.
Na Canadian Hot 100 je pjesma debitirala na 90. mjestu, sljedeći tjedan ispala s ljestvice, ali se onda vratila i dospjela na 23. mjesto. U Japanu je singl pušten kao promotivni singl odmah nakon najavnog singla "4 Minutes". U Ujedinjenom Kraljevstvu je pjesma debitirala na 39. mjestu što je ostala i najviša pozicija. U Nizozemskoj je pjesma dopsjela na 10. mjesto.
U Australiji pjesma nikada nije izdana kao službeni singl, iako je bila dostupna na iTunesima. The Thin White Duke Mix je dospio na 28. mjesto australske klupske ljestvice. U Španjolskoj je ovo bio treći uzastopni broj 1 singl. U ostalim zemljama je ovo bio većinom Top 40 singl.

## Popis formata i pjesama
| Japanski promotivni CD singl 1. "Miles Away" (Album Version) – 4:49 Američki promotivni CD singl 1. "Miles Away" (Radio Edit) – 3:43 Europski iTunes digitalni singl 1. "Miles Away" – 4:48 Eusropski / Britanski 2 Track CD singl 1. "Miles Away" (Album Version) – 4:48 2. "Miles Away" (Thin White Duke Remix) – 6:10 Europski Maxi CD singl / Digitalni Maxi singl / Britanski 12" Picture Disc 1. "Miles Away" (Album Version) – 4:48 2. "Miles Away" (Thin White Duke Remix) – 6:10 3. "Miles Away" (Rebirth Remix) – 7:27 4. "Miles Away" (Johnny Vicious Club Mix) – 7:23 Europski/Američki Maxi CD singl 1. "Miles Away" (Radio Edit) 2. "Miles Away" (Thin White Duke Remix) 3. "Miles Away" (Morgan Page Remix) 4. "Miles Away" (Johnny Vicious Club Remix) 5. "Miles Away" (Johnny Vicious Warehouse Mix) 6. "Miles Away" (Rebirth Remix) 7. "Miles Away" (Aaron LaCrate & Samir B-More Gutter Remix) | Američki digitalni Maxi Remixi 1. "Miles Away" (Thin White Duke Remix) – 6:09 2. "Miles Away" (Johnny Vicious Club Mix) – 7:22 3. "Miles Away" (Johnny Vicious Warehouse Mix) – 8:18 4. "Miles Away" (Morgan Page Remix) – 7:07 5. "Miles Away" (Morgan Page Dub) – 7:10 6. "Miles Away" (Rebirth Remix) – 7:24 7. "Miles Away" (Aaron LaCrate & Samir B-More Gutter Mix) – 4:57 Američki digitalni Maxi Remixi Edits 1. "Miles Away" (Radio Edit) – 3:43 2. "Miles Away" (Thin White Duke Edit) – 4:33 3. "Miles Away" (Morgan Page Edit) – 3:50 4. "Miles Away" (Johnny Vicious Club Mix Edit) – 4:37 5. "Miles Away" (Rebirth Edit) – 4:00 6. "Miles Away" (Aaron LaCrate & Samir B-More Gutter Edit) – 3:28 Američki 2x12" Vinyl Set 1. A1. "Miles Away" (Thin White Duke Remix) (6:09) 2. A2. "Miles Away" (Radio Edit) (3:43) 3. B1. "Miles Away" (Johnny Vicious Club Remix) (7:26) 4. B2. "Miles Away" (Morgan Page Dub) (7:08) 5. C1. "Miles Away" (Aaron LaCrate & Samir B-More Gutter Mix) (5:00) |

## Službene verzije
- Album Version – 4:48
- Radio Edit – 3:43
- Radio Edit - Instrumental – 3:43
- Radio Edit - TV Track – 3:43
- Radio Edit - Acapella – 3:27
- Aaron LaCrate & Samir - B-More Gutter Mix – 4:57
- Aaron LaCrate & Samir - B-More Gutter Mix Edit – 3:28
- Demo Rebirth Remix – 7:27
- Demo Rebirth Remix Edit – 4:01
- Johnny Vicious Club Mix – 7:23
- Johnny Vicious Club Mix Edit – 4:38
- Johnny Vicious Warehouse Mix – 8:10
- Morgan Page Mix – 7:10
- Morgan Page Mix Edit – 3:51
- Morgan Page Dub – 7:11
- Thin White Duke Remix – 6:10
- Thin White Duke Remix Edit – 4:34
- Peter Rauhofer Remix Part 1 – 7:56 (nije izdana)
- Peter Rauhofer Remix Part 2 – 9:27 (nije izdana)
- Peter Rauhofer Remix Part 3 – 9:50 (nije izdana)
- Mark Holiday Remix – 4:15 (Nije izadna)

## Uspjeh na ljestvicama
| Država                            | Pozicija |
| --------------------------------- | -------- |
| Austrija                          | 21       |
| Belgija (Flandrija)               | 31       |
| Belgija (Valonija)                | 39       |
| Danska                            | 39       |
| Europa                            | 23       |
| Finska                            | 11       |
| Francuska                         | 54       |
| Italija                           | 26       |
| Japan                             | 7        |
| Kanada                            | 23       |
| Nizozemska                        | 10       |
| Njemačka                          | 11       |
| Španjolska                        | 1        |
| Švedska                           | 25       |
| Švicarska                         | 32       |
| Ujedinjeno Kraljevstvo            | 39       |
| US Billboard Hot Dance Club Songs | 2        |
| US Billboard Dance Airplay        | 1        |
| US Billboard Hot Single Sales     | 1        |
| US Billboard Pop 100              | 99       |

| Ljestvica (2008)         | Pozicija |
| ------------------------ | -------- |
| European Hot 100 Singles | 100      |

| Država | Certifikacija            |
| ------ | ------------------------ |
| Brazil | Platinasta               |
| Japan  | Zlatna (Mobile)          |
| Japan  | Zlatna (PC)              |
| Japan  | 2× Platinasta (Ringtone) |

## Singl u Hrvatskoj
| Pozicija | 88 | 49 | 51 | 35 | 16 | 12 | 9 | 1 | 1 | 2 | 3 | 4 | ? | 5 | 5 | 11 | 18 | 22 | 25 | 41 |

| Pozicija | ? | 14 | 5 | 3 | 3 | 7 | 17 | x |

## Datum puštanja singla u prodaju
|        | Datum               | Format              |
| ------ | ------------------- | ------------------- |
| Europa | 17. listopada 2008. | Digitalni dsingl    |
| Svijet | 24. studenog 2008.  | CD, Digitalni singl |
| SAD    | 16. prosinca 2008.  | US CD Maxi          |
| SAD    | 10. veljače 2009.   | US Vinyl            |